# KBS 코리아
KBS 코리아(KBS KOREA)는 한국방송공사에서 운영, 방송하는 국제 위성 방송 서비스이다. 2019년 3월 5일부터 개국하였다.

## 특징
광고방송(상업광고방송)은 내보내지 않는다. 광고방송(상업광고방송)이 없는 채널인 이유는
수신료로 운영되기 때문이다. KBS 1TV의 채널과 KBS 2TV 및 KBS NEWS 24 채널은 광고방송(상업광고방송) 없이 방송프로그램을 시작 및 끝날 수 있고, 광고방송(상업광고방송)을 일체 하지 않는 것이 방송 채널이다.

## 연혁
- 2014년 11월 3일: KBS WORLD 24 시험 방송 시작
- 2019년 3월 5일: KBS WORLD 24 개국
- 2021년 7월 1일: 채널명 'KBS KOREA'로 변경